# Duat

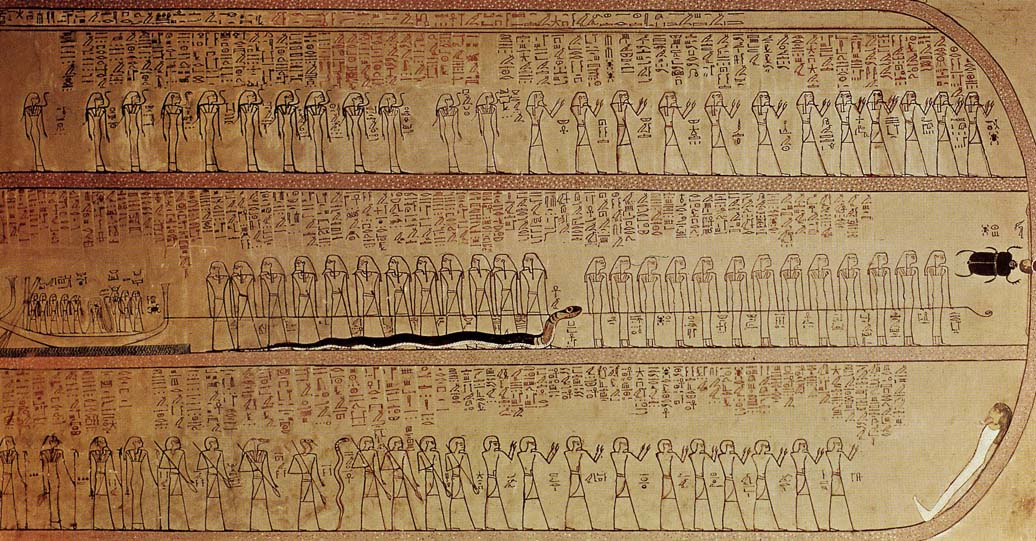
Representación de la Duat en la tumba KV35 del Valle de los Reyes.

La Duat (también llamada Amenti, Jert-Neter o Necher-Jertet) era el inframundo de la mitología egipcia, el lugar donde se celebraba el juicio de Osiris, y donde el espíritu del difunto debía deambular, sorteando malignos seres y otros peligros, según se narra en el Libro de los Muertos, y pasar por una serie de "puertas" en diferentes etapas del viaje, descritas en el Libro de las Puertas.

## Un Mundo celestial:"Dat"
Los Textos de las Pirámides, grabados durante el Imperio Antiguo, la denominan Dat y se muestra como un mundo celeste situado sobre la Tierra. Encima de la Dat se encontraba el reino celeste de Ra, al que solamente el faraón fallecido podría acceder.
La Dat estaba regida por Horus, el dios halcón de naturaleza celestial. Anubis es la divinidad que preside los espíritus de los hombres, denominados "Occidentales" en los Textos de las Pirámides, que tras su muerte irían a este cielo inferior. En él estaban aquellos espíritus que todavía no eran absolutamente puros. Era el lugar donde situaban la constelación de Orión.
Los Textos de las Pirámides muestran la creencia de que los mundos celestiales eran inmensas masas de agua en las que habría diversos lugares de purificación; más lejos estaría el reino celeste de Ra y más distante todavía, las inescrutables profundidades del Nun.

## Cambio de creencias. El Cielo en el inframundo:"Duat"
Cuando las creencias evolucionaron, Osiris pasó a ser el señor de la Duat y es, en esa época, cuando se habría situado esta región en el inframundo, un cielo inferior, situado bajo la Tierra. 
En el Imperio Nuevo ya se pensaba que la Duat era el inframundo, situado debajo de la tierra, por donde el dios solar Ra viajaba del oeste al este durante la noche. Los antiguos egipcios dividían cada día en veinticuatro horas, doce en el período de luz solar, en las que Ra surcaba el cielo en su barca diurna, y otras doce nocturnas, referentes al mundo del Más Allá, cuando el dios sol Ra, en su barca nocturna, atravesaba las regiones oscuras de la Duat, y donde luchaba diariamente contra Apep.
Era también el lugar donde iban los espíritus de los egipcios después de su muerte. La estructura de la Duat y los peligros que acechaban a los espíritus de los muertos se describen en textos tales como el Libro de las puertas y el Libro de los muertos. 
Al ser la Duat un mundo complejo, plagado de lugares enigmáticos y genios dañinos o benéficos, a partir del Imperio Nuevo se compuso un texto llamado Libro del Amduat donde se exponía su geografía y sus seres para emplearlo a modo de guía. 
| N14 | t · pr | SPACE | N15 | t · pr | SPACE | D46 | V4 | t · N15 | SPACE | D46 | G1 | t · N15 |

| N14 | t · pr | SPACE | N15 | t · pr | SPACE | D46 | V4 | t · N15 | SPACE | D46 | G1 | t · N15 |